# アマーロ (リキュール)

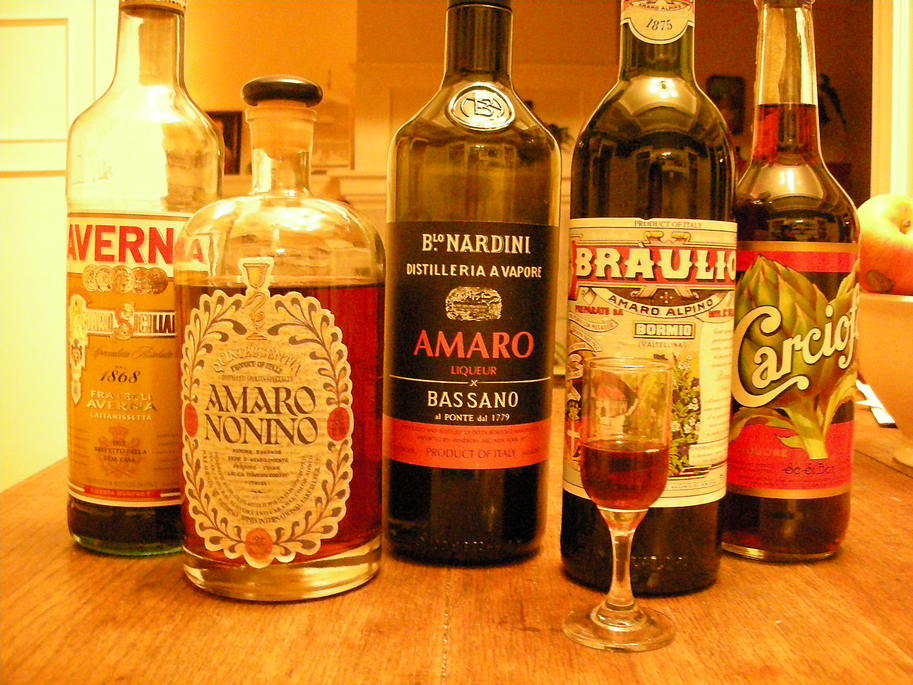
さまざまなアマーロのボトル

アマーロ（イタリア語: amaro）は、イタリアで「苦味」を帯びたリキュールの総称。イタリアには260銘柄以上のアマーロが作られているといわれる。

## 概要
無味無臭の中性スピリッツに、様々な香味成分を含む草、根、木皮を浸漬したり、蒸留して糖分を含ませたリキュールである。日本において説明される場合には養命酒が引き合いに出されることがある。
アルコール度数は30度ほどで、苦みがあるが甘口であり飲みやすい。
イタリアでは食欲を刺激するための食前酒として、または消化を助けるための食後酒として長年に渡って飲用されてきた。食後酒としてはストレートかロックで飲まれる。
20世紀末にはアマーロは「老人が飲む古臭い酒」と認識されていて、衰退産業であった。
2000年代以降になって、カクテル文化が世界的に復興し、特にアメリカ合衆国でのアマーロの流行を経て、全世界的に人気が高まっていった。アマーロの「苦味」がウイスキーやジンといったカクテルの基酒を引き立てる存在と認識されるようになり、カクテル界で確固たる地位を獲得した。イタリアにも逆輸入する形で、アマーロの人気が高まると共に需要が増え、地ビールのようにクラフト的なアマーロの製造場も増えている。

## アマーロの例
- フェルネットブランカ（英語版） - アマーロの代表格[1][2]。
- モンテネグロ（イタリア語版）[1]
- アペロール[1][2]
- アヴェルナ[1] - シチリア州の伝統的なアマーロ[3]。
- カンパリ - 日本での知名度は高く、アマーロを説明する際に使われることもある[1]。
- ヴェッキオ・アマーロ・デル・カーポ - イタリア国内で最も売れているリキュール[4]。
- ブラウリオ（英語版） - ロンバルディア州産のアマーロ。1870年代より作られている。通常、アマーロは熟成させないが、ブラウリオは2年間、樽熟成する[2]。
- アマレット[2]

## 歴史
古代ギリシアのヒポクラテスの時代にワインに草根木皮を浸漬し、何かしらの効能を求めた薬酒が誕生している。こういった酒にイスラム世界での蒸留技術が加わり、さらにはヨーロッパにおいて錬金術によって飛躍的進歩を遂げた。
12世紀になると修道会では、薬を目的とした研究が行われるようになり、身体に良く、美味しく飲ませるための試行錯誤を積み重ねられた。15世紀、ヨーロッパは大航海時代を迎え、物流事情が大きく進歩すると共に様々な国や地域のものが手に入る時代となった。これによって、リキュールに用いられる素材の組み合わせの幅が大きく広まり、修道会で作る「秘薬」のレシピはブラッシュアップされていった。フランス革命やナポレオンの台頭など、ヨーロッパにおいては当時の啓蒙思想が発達したことで反修道会的風潮がフランスで起こって、修道会は解散させられことになったが、修道会の修道士たちはこれまで修道会の専売であった「秘薬」の知識を使って民間にて生きる活路を見出すことになった。こういった修道士たちから得た知識を元に多くの起業家が誕生し、フランスからイタリアへ流入していった。産業革命の時期も重なったことで、流通が向上、庶民の生活の向上も著しく、一般庶民の間でも嗜好品文化が発達したことで、嗜好品の需要は向上し、工業的に薬用リキュールを生産する起業家達が台頭していった。
こういった薬用リキュールは、イタリアの一般民衆に嗜好品として定着することとなった。
しかしながら、ここまでで、こういった薬用リキュールに「アマーロ」という語は用いられていない。1855年に刊行された『酒類製造マニュアル（Traité des liqueurs）』（Pierre Duplais）には「アマーロ」の記載は一切なく、リキュールの固有名詞としての「アマーロ」は少なくとも1855年までは普及していなかったものと推測される。
いつごろからかは不明であるが、イタリア語で「苦い」を意味する「アマーロ」は薬用リキュールの総称として使われるようになった。